# 司文同
司文同教授(Dr. Donald Francis Swift, 1932-1997)是出生于英國的社會學家和教育家，於1989年出任香港公開進修學院（1997年升格為香港公開大學，現更名為香港都會大學）的首任院長，在此前曾經擔任英國公開大学的副校长以及澳門東亞大學(現澳門大學)公開學院的院長，對推動開放教育在港澳地區的發展擔當重要角色。香港政府於1987年落實籌建香港公開進修學院，並於同年成立籌備委員會，司文同於1988年10月獲委任為公開進修學院的首任院長，負起學院成立初期在行政管理的要務。司文同於1991年辭任院長職務，並由鄧立真接任。